# Fronteira (Portugal)
Fronteira es una villa portuguesa del Distrito de Portalegre, región Alentejo y comunidad intermunicipal del Alto Alentejo, con cerca de 2300 habitantes.
Es sede de un municipio con 245,20 km² de área y 2858 habitantes (2021), subdividido en 3 freguesias. El municipio limita al norte con el municipio de Alter do Chão, al este con Monforte, al sureste con Estremoz, al sur con Sousel y al oeste con Avis.
El foral del municipio fue concedido por Manuel I de Portugal el 1 de junio de 1512.

## Demografía
| Gráfica de evolución demográfica de Fronteira entre 1864 y 2021 |
|                                                                 |
| Datos según el nomenclátor publicado por el INE portugués.      |

## Freguesias
- Cabeço de Vide
- Fronteira
- São Saturnino